# 渡邊
渡邊（日语：〔〕／ Watanabe），常見的日本地名或姓氏。
渡邊現為日本的第5大姓氏，總人數約1,135,000人。除此以外在美国、墨西哥和秘鲁也有一些移民的姓氏为“渡边”，在英语和西班牙语中渡边均写为“Watanabe”。

## 起源
渡边氏起源於第52代日本的君主嵯峨天皇之苗裔。
- 日本攝津國西成郡渡邊村（現大阪府大阪市中央区久太郎町四丁目渡邊）發祥的本姓則是來自源氏（嵯峨源氏），其特徵是諱為一字。

### 歷史名人
- 渡邊綱，平安時代傳說曾斬下茨木童子的鬼手。
- 渡邊糺，戰國時代名將。

## 近代人物

### 日本
- 渡邊武，亞洲開發銀行創始人。
- 渡邊龜作，日本動物學者/警察官，在北埔事件當中遇害
- 渡邊鐘（放送作家、搞笑藝人）
- 渡邊謙（演員）
- 渡邊恆雄（實業家）
- 渡邊宜嗣（主播）
- 渡邊正行（演員）
- 渡邊一惠（演員）
- 渡邊篤史（演員）
- 渡邊久信（棒球選手）
- 渡邊滿里奈（演員）
- 渡邊真理（主持人）
- 渡邊久江（格闘家）
- 渡邊俊介（棒球選手）
- 渡邊和洋（主播）
- 渡邊麻友（演員, 前AKB48成員）
- 渡邊直美（演員）
- 渡邊美優紀（NMB48成員）
- 渡辺友美子 (模特兒)
- 渡邊劍 (演員)
- 渡邊理佐(欅坂46成員)
- 渡邊梨加(欅坂46成員)
- 渡邊翔太(Snow Man成員)
- 渡邊溫斗(TREASURE成員)

### 秘鲁
- 何塞·渡邊（作家）

### 菲律宾
- 渡边圣未（运动员）

## 地名
渡邊地名的來源，可能是來自於渡口或由渡部（わたのべ）轉音而來。

### 渡邊地名列表
- 以下記載日本全國渡邊相關之地名。
  - 福島縣福島市在庭坂渡邊
  - 福島縣福島市宮代渡邊墓
  - 福島縣磐城市渡邊町
  - 栃木縣那須塩原市渡邊
  - 愛知縣幡豆郡吉良町荻原渡邊
  - 大阪府大阪市中央區久太郎町四丁目渡邊
  - 福岡縣福岡市中央區渡邊通
  - 秋田縣男鹿市払戸渡部
  - 福島縣磐城市渡邊町田部渡部
  - 新潟縣燕市渡部